# Compromís Federal

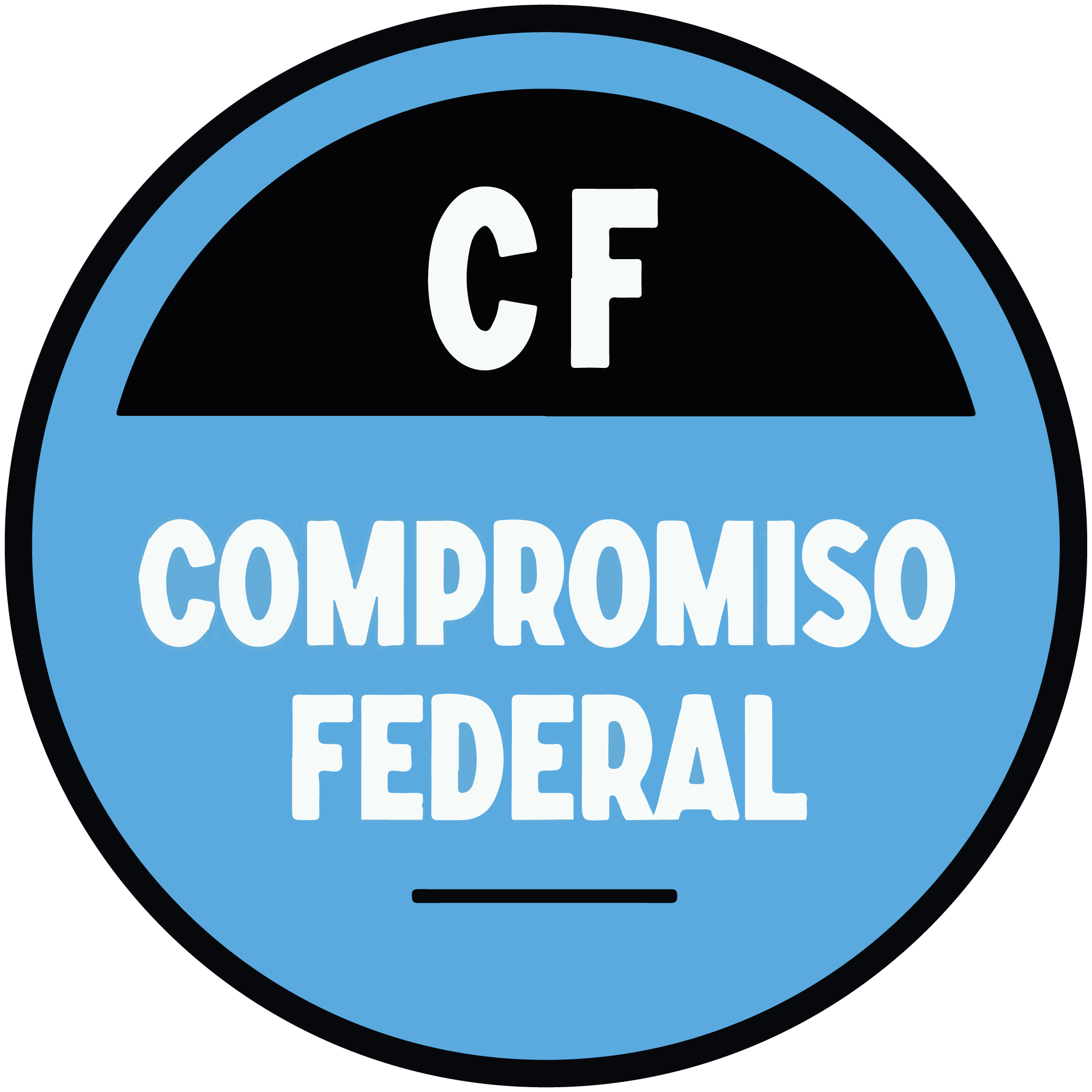
Logo de Compromís Federal

Compromís Federal (en castellà, Compromiso Federal) és un partit polític argentí de caràcter peronista. Tanmateix, fins al 2015, es tractava només d'una aliança entre els Partit És Possible i el Moviment Independent de Justícia i Dignitat.
El 2015 va passar d'aliança a partit, amb la fusió dels dos partits originals, i es va crear així el Partit Compromís Federal.
La proposta de Compromís Federal postula replicar el model de la província de San Luis a nivell nacional, la qual va rebre diferents distincions per les Nacions Unides en matèria del respecte del medi ambient, i de l'exvicepresident dels Estats Units i premi Nobel de la Pau, Al Gore, que va visitar la província l'any 2015.